# Een-Chinabeleid

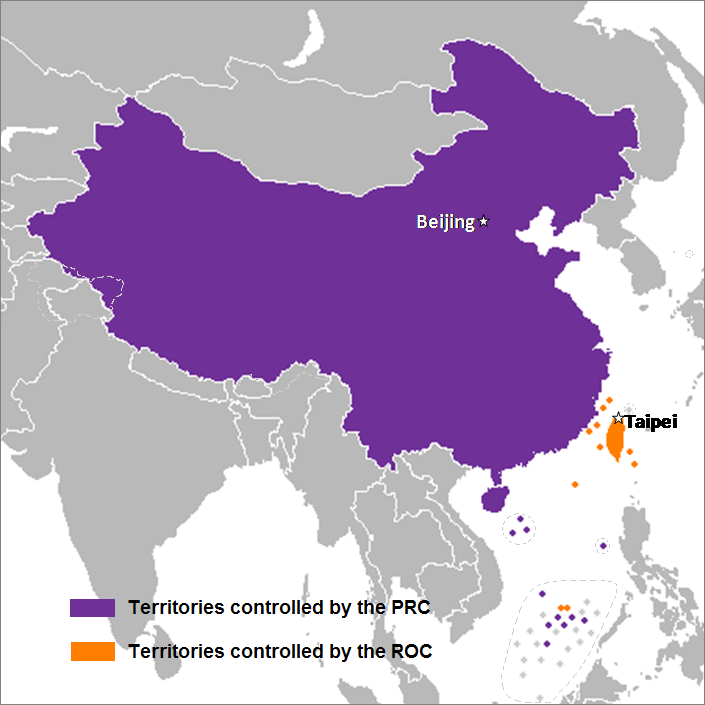
Het gebied dat valt onder de Volksrepubliek China (paars) en de Republiek China (oranje). Omwille van de zichtbaarheid zijn de kleinste eilanden groter weergegeven dan zij in werkelijkheid zijn.

Een-Chinabeleid is het politieke denkbeeld van de Volksrepubliek China en de Republiek China dat er maar één China is in de wereld. Ze beschouwen elkaar als afvallige provincies en niet als twee aparte staten. De meeste landen in de wereld erkennen de Volksrepubliek China als het rechtmatige China en hebben enkel een diplomatieke relatie met dit land. De Volksrepubliek China geeft onder andere financiële steun aan veel landen die haar als het enige China erkennen.
De Republiek China voert eenzelfde beleid en geeft elk jaar veel financiële steun aan de achttien landen die haar als het enige China erkennen.
Deze landen zijn:
- Salomonseilanden
- Marshalleilanden
- Tuvalu
- Palau
- Kiribati
- Swaziland
- Vaticaanstad
- Belize
- Guatemala
- Haïti
- Paraguay
- Saint Kitts en Nevis
- Saint Vincent en de Grenadines
- Saint Lucia

Vaticaanstad is de enige Europese staat die Republiek China als China ziet. Ten slotte is er één land dat noch met de Republiek China, noch met de Volksrepubliek China diplomatieke betrekkingen heeft, namelijk Bhutan.